# تشيستر كروكر
تشيستر كروكر هو دبلوماسي وسياسي أمريكي، ولد في 29 أكتوبر 1941 في نيويورك في الولايات المتحدة.

## وصلات خارجية
- تشيستر كروكر على موقع مونزينجر (الألمانية)
- تشيستر كروكر على موقع إن إن دي بي (الإنجليزية)